# Aargauer Rüeblimärt
Der Aargauer Rüeblimärt ist ein Karottenmarkt, der seit 1981 jährlich am ersten Mittwoch im November in der Aarauer Altstadt stattfindet. Neben Rüebli in allen Variationen bieten Marktfahrer aus der Region viele lokale und überregionale Spezialitäten an. Besucher aus der ganzen Schweiz und dem nahen Ausland besuchen jährlich den Rüeblimärt in Aarau. Organisiert wird der Markt vom ehrenamtlich tätigen Verein Aargauer Rüeblimärt Aarau.